# Élections législatives de 2024 dans la Haute-Marne
Les élections législatives françaises de 2024 dans la Haute-Marne se déroulent les 30 juin et 7 juillet 2024 afin d’élire les deux députés du département.
Cette élection a lieu à la suite de la dissolution de l'Assemblée nationale par Emmanuel Macron

## Contexte

### Institutionnel
L'article 12 de la Constitution permet au président de la République française de dissoudre l'Assemblée et d'appeler à de nouvelles élections dans les vingt à quarante jours après la signature du décret de dissolution. Il ne peut y avoir d'autre dissolution dans l'année suivant ces élections (soit jusqu'à juillet 2025).
Depuis une réforme constitutionnelle ayant eu lieu en 2000, qui avait institué un mandat présidentiel de cinq ans, les élections législatives ont coïncidé avec les élections présidentielles. Conséquence du fait majoritaire, le besoin pour le président de la République de dissoudre l'Assemblée nationale ne s'était plus présenté.

### Élections européennes
Le gouvernement Gabriel Attal est le gouvernement de la République française depuis le 9 janvier 2024. Aucun ministre du gouvernement précédent issu de la gauche (Clément Beaune, Olivier Véran, Olivier Dussopt, Rima Abdul Malak, Stanislas Guerini, Roland Lescure, Fadila Khattabi et Patrice Vergriete) n'est reconduit lors de la première vague de nominations. Sylvie Retailleau est reconduite malgré son opposition au projet de loi immigration récemment adopté.
L'idée de dissoudre l'assemblée nationale progresse au cours des semaines précédentes,.
Le choix de cette dissolution est pris après la défaite de la liste Renaissance aux élections européennes qui ont eu lieu le 9 juin 2024.
| Circonscription | RN      | ENS     | PS - PP | LFI    | LR     |
| --------------- | ------- | ------- | ------- | ------ | ------ |
| Circonscription |         |         |         |        |        |
| 1re             | 42,5 %  | 13,09 % | 10,7 %  | 4,34 % | 8,94 % |
| 2e              | 52,85 % | 10,24 % | 6,68 %  | 4,70 % | 8,08 % |

## Système électoral
Les élections législatives ont lieu au scrutin uninominal majoritaire à deux tours dans des circonscriptions uninominales.
Est élu au premier tour le candidat qui réunit la majorité absolue des suffrages exprimés et un nombre de voix au moins égal au quart des électeurs inscrits dans la circonscription, soit 25 %. Si aucun des candidats ne satisfait ces conditions, un second tour est organisé entre les candidats ayant réuni un nombre de voix au moins égal à un huitième des inscrits, soit 12,5 %. Les deux candidats arrivés en tête du 1er tour se maintiennent néanmoins par défaut si un seul ou aucun d'entre eux n'a atteint ce seuil. Au second tour, le candidat arrivé en tête est déclaré élu,.
Le seuil de qualification basé sur un pourcentage du total des inscrits et non des suffrages exprimés rend plus difficile l'accès au second tour lorsque l'abstention est élevée. Le système permet en revanche l'accès au second tour de plus de deux candidats si plusieurs d'entre eux franchissent le seuil de 12,5 % des inscrits. Les candidats en lice au second tour peuvent ainsi être trois, un cas de figure appelé « triangulaire ». Les second tours où s'affrontent quatre candidats, appelés « quadrangulaire » sont également possibles, mais beaucoup plus rares,.

### Partis et nuances
Les résultats des élections sont publiés en France par le ministère de l'Intérieur, qui classe les partis en leur attribuant des nuances politiques. Ces dernières sont décidées par les préfets, qui les attribuent indifféremment de l'étiquette politique déclarée par les candidats, qui peut être celle d'un parti ou une candidature sans étiquette.
Seuls le Parti communiste français (COM), La France insoumise (FI), le Parti socialiste (SOC), le Parti radical de gauche (RDG), Les Écologistes (VEC), Renaissance (RE), le Mouvement démocrate (MDM), Horizons (HOR), l'Union des démocrates et indépendants (UDI), Les Républicains (LR), le Rassemblement national (RN) et Reconquête (REC) se voient attribuer en 2024 des nuances propres. Les coalitions Ensemble et Nouveau front populaire, ainsi que les candidats de l'alliance LR-Ciotti-RN, en bénéficient également indirectement, les nuances Ensemble ! (Majorité présidentielle) (ENS), Union de la gauche (UG) et Union de l'extrême-droite (UXD) étant attribuables aux candidats bénéficiant respectivement du soutien de deux partis du centre, de deux partis de gauche ou de deux partis d'extrême-droite,.
Tous les autres partis se voient attribuer l'une ou l'autre des nuances suivantes : EXG (extrême gauche), DVG (divers gauche), ECO (écologiste), REG (régionaliste), DVC (divers centre), DVD (divers droite), DSV (droite souverainiste) et EXD (extrême droite). Des partis comme Debout la France ou Lutte ouvrière ne disposent ainsi pas de nuances propres, et leurs résultats nationaux ne sont pas publiés séparément par le ministère, car mélangés avec d'autres partis (respectivement dans les nuances DSV et EXG).

## Campagne
Nicolas Lacroix, président Les Républicains du Conseil départemental de la Haute-Marne, annonce se présenter dans la deuxième circonscription de la Haute-Marne comme candidat de la "droite républicaine", après s'être mis en retrait de son parti à la suite de la décision d'Éric Ciotti de s'allier avec le Rassemblement national.
A contrario, dans la première circonscription, Les Républicains décident de ne pas investir de candidats.

## Élus
| Circonscription | Député sortant          | Parti | Parti | Député élu ou réélu     | Parti | Parti |
| --------------- | ----------------------- | ----- | ----- | ----------------------- | ----- | ----- |
| 1re             | Christophe Bentz        |       | RN    | Christophe Bentz        |       | RN    |
| 2e              | Laurence Robert-Dehault |       | RN    | Laurence Robert-Dehault |       | RN    |

### Taux de participation
| Taux de participation | 1er tour | 1er tour | 1er tour   | 2d tour | 2d tour | 2d tour    | Différence entre les deux tours |
| Taux de participation | En 2022  | En 2024  | Différence | En 2022 | En 2024 | Différence | Différence entre les deux tours |
| --------------------- | -------- | -------- | ---------- | ------- | ------- | ---------- | ------------------------------- |
| À midi                | 21,01 %  | 27,22 %  | 6,21       | 24,60 % | 27,71 % | 3,11       | 0,49                            |
| À 17 heures           | 40,05 %  | 55,07 %  | 15,02      | 42,24 % | 56,28 % | 14,04      | 1,21                            |
| Final                 | 49,10 %  | 66,03 %  | 16,93      | 48,46 % | 67,61 % | 19,15      | 1,58                            |

## Résultats

### Résultats à l'échelle du département

#### Résultats par coalition
| Parti                                       | Parti                                       | Parti                       | Premier tour | Premier tour | Premier tour | Second tour   | Second tour   | Second tour | Total Sièges  | +/-           |
| Parti                                       | Parti                                       | Parti                       | Voix         | %            | Sièges       | Voix          | %             | Sièges      | Total Sièges  | +/-           |
| ------------------------------------------- | ------------------------------------------- | --------------------------- | ------------ | ------------ | ------------ | ------------- | ------------- | ----------- | ------------- | ------------- |
|                                             | Rassemblement national (RN)                 | Rassemblement national (RN) | 42 824       | 52,45        | 1            | 23 772        | 53,90         | 1           | 2             | en stagnation |
|                                             |                                             | Parti socialiste (PS)       | 9 104        | 11,15        | 0            | Retrait       | Retrait       | Retrait     | 0             | Nv            |
|                                             | La France insoumise (LFI)                   | 4 876                       | 5,97         | 0            |              |               |               | 0           | en stagnation |               |
| Total Nouveau Front populaire (NFP)         | Total Nouveau Front populaire (NFP)         | 13 980                      | 17,12        | 0            | Retrait      | Retrait       | Retrait       | 0           | en stagnation |               |
|                                             |                                             | Horizons (HOR)              | 12 529       | 15,35        | 0            | 20 335        | 46,10         | 0           | 0             | en stagnation |
| Total Ensemble pour la République (ENS)     | Total Ensemble pour la République (ENS)     | 12 529                      | 15,35        | 0            | 20 335       | 46,10         | 0             | 0           | en stagnation |               |
|                                             |                                             | Les Républicains (LR)       | 10 407       | 12,75        | 0            |               |               |             | 0             | en stagnation |
| Total Union de la droite et du centre (UDC) | Total Union de la droite et du centre (UDC) | 10 407                      | 12,75        | 0            | 0            | en stagnation |               |             |               |               |
|                                             | Lutte ouvrière (LO)                         | Lutte ouvrière (LO)         | 1 553        | 1,90         | 0            | 0             | en stagnation |             |               |               |
|                                             | Sans étiquette (SE)                         | Sans étiquette (SE)         | 355          | 0,43         | 0            | 0             | en stagnation |             |               |               |
|                                             |                                             |                             |              |              |              |               |               |             |               |               |
| Suffrages exprimés                          | Suffrages exprimés                          | Suffrages exprimés          | 81 648       | 96,44        |              | 44 107        | 94,31         |             |               |               |
| Votes blancs                                | Votes blancs                                | Votes blancs                | 1 829        | 2,16         | 1 847        | 3,95          |               |             |               |               |
| Votes nuls                                  | Votes nuls                                  | Votes nuls                  | 1 189        | 1,40         | 814          | 1,74          |               |             |               |               |
| Total                                       | Total                                       | Total                       | 84 666       | 100          | 1            | 46 768        | 100           | 1           | 2             | en stagnation |
| Abstention                                  | Abstention                                  | Abstention                  | 43 548       | 33,97        |              | 22 405        | 32,39         |             |               |               |
| Inscrits/Participation                      | Inscrits/Participation                      | Inscrits/Participation      | 128 214      | 66,03        | 69 173       | 67,61         |               |             |               |               |

#### Résultats par nuance
| Nuance                 | Nuance                 | Nuance                 | Premier tour | Premier tour | Premier tour | Second tour | Second tour   | Second tour | Total Sièges | +/-           |  |
| Nuance                 | Nuance                 | Nuance                 | Voix         | %            | Sièges       | Voix        | %             | Sièges      | Total Sièges | +/-           |  |
| ---------------------- | ---------------------- | ---------------------- | ------------ | ------------ | ------------ | ----------- | ------------- | ----------- | ------------ | ------------- |  |
|                        | Rassemblement national | RN                     | 42 824       | 52,45        | 1            | 23 772      | 53,90         | 1           | 2            | en stagnation |  |
|                        | Union de la gauche     | UG                     | 13 980       | 17,12        | 0            | Retrait     | Retrait       | Retrait     | 0            | en stagnation |  |
|                        | Ensemble               | ENS                    | 12 529       | 15,35        | 0            | 20 335      | 46,10         | 0           | 0            | en stagnation |  |
|                        | Divers droite          | DVD                    | 10 407       | 12,75        | 0            |             |               |             | 0            | en stagnation |  |
|                        | Extrême gauche         | EXG                    | 1 553        | 1,90         | 0            | 0           | en stagnation |             |              |               |  |
|                        | Divers                 | DIV                    | 355          | 0,43         | 0            | 0           | en stagnation |             |              |               |  |
|                        |                        |                        |              |              |              |             |               |             |              |               |  |
| Suffrages exprimés     | Suffrages exprimés     | Suffrages exprimés     | 81 648       | 96,44        |              | 44 107      | 94,31         |             |              |               |  |
| Votes blancs           | Votes blancs           | Votes blancs           | 1 829        | 2,16         | 1 847        | 3,95        |               |             |              |               |  |
| Votes nuls             | Votes nuls             | Votes nuls             | 1 189        | 1,40         | 814          | 1,74        |               |             |              |               |  |
| Total                  | Total                  | Total                  | 84 666       | 100          | 1            | 46 768      | 100           | 1           | 2            | en stagnation |  |
| Abstention             | Abstention             | Abstention             | 43 548       | 33,97        |              | 22 405      | 32,39         |             |              |               |  |
| Inscrits/Participation | Inscrits/Participation | Inscrits/Participation | 128 214      | 66,03        | 69 173       | 67,61       |               |             |              |               |  |

### Résultats par circonscription

#### Première circonscription
Député sortant : Christophe Bentz (Rassemblement national)
| Candidat                 | Candidat                 | Parti et coalition       | Nuance                   | Premier tour | Premier tour | Second tour | Second tour |
| Candidat                 | Candidat                 | Parti et coalition       | Nuance                   | Voix         | %            | Voix        | %           |
| ------------------------ | ------------------------ | ------------------------ | ------------------------ | ------------ | ------------ | ----------- | ----------- |
|                          | Christophe Bentz         | RN                       | RN                       | 21 815       | 48,83        | 23 772      | 53,90       |
|                          | Bérangère Abba           | HOR (ENS)                | ENS                      | 12 529       | 28,05        | 20 335      | 46,10       |
|                          | Benjamin Lambert         | PS (NFP)                 | UG                       | 9 104        | 20,38        | Retrait     | Retrait     |
|                          | Sylvain Demay            | LO                       | EXG                      | 869          | 1,95         |             |             |
|                          | Baptiste Gallet          | SE                       | DIV                      | 355          | 0,79         |             |             |
|                          |                          |                          |                          |              |              |             |             |
| Votes valides            | Votes valides            | Votes valides            | Votes valides            | 44 672       | 95,88        | 44 107      | 94,31       |
| Votes blancs             | Votes blancs             | Votes blancs             | Votes blancs             | 1 159        | 2,49         | 1 847       | 3,95        |
| Votes nuls               | Votes nuls               | Votes nuls               | Votes nuls               | 763          | 1,64         | 814         | 1,74        |
| Total                    | Total                    | Total                    | Total                    | 46 594       | 100          | 46 768      | 100         |
| Abstention               | Abstention               | Abstention               | Abstention               | 22 577       | 32,64        | 22 405      | 32,39       |
| Inscrits / participation | Inscrits / participation | Inscrits / participation | Inscrits / participation | 69 171       | 67,36        | 69 173      | 67,61       |

#### Deuxième circonscription
Députée sortante : Laurence Robert-Dehault (Rassemblement national)
| Candidat                 | Candidat                 | Parti et coalition       | Nuance                   | Premier tour | Premier tour |
| Candidat                 | Candidat                 | Parti et coalition       | Nuance                   | Voix         | %            |
| ------------------------ | ------------------------ | ------------------------ | ------------------------ | ------------ | ------------ |
|                          | Laurence Robert-Dehault  | RN                       | RN                       | 21 009       | 56,82        |
|                          | Nicolas Lacroix,         | LR (UDC)                 | DVD                      | 10 407       | 28,15        |
|                          | Ingrid Viot              | LFI (NFP)                | UG                       | 4 876        | 13,19        |
|                          | Justin Prum              | LO                       | EXG                      | 684          | 1,85         |
|                          |                          |                          |                          |              |              |
| Votes valides            | Votes valides            | Votes valides            | Votes valides            | 36 976       | 97,12        |
| Votes blancs             | Votes blancs             | Votes blancs             | Votes blancs             | 670          | 1,76         |
| Votes nuls               | Votes nuls               | Votes nuls               | Votes nuls               | 426          | 1,12         |
| Total                    | Total                    | Total                    | Total                    | 38 072       | 100          |
| Abstention               | Abstention               | Abstention               | Abstention               | 20 971       | 35,52        |
| Inscrits / participation | Inscrits / participation | Inscrits / participation | Inscrits / participation | 59 043       | 64,48        |